# بالورلد
بالورلد هي لعبة أكشن ومغامرات وبقاء من المطور الياباني Pocket Pair. تدور أحداث اللعبة في عالم مفتوح مليء بالمخلوقات الشبيهة بالحيوانات والتي تُعرف باسم "Pals". يمكن للاعبين محاربة Pals والقبض عليها لاستخدامها في بناء القواعد والتنقل والقتال. يمكن لعب Palworld إما بشكل فردي أو عبر الإنترنت مع ما يصل إلى 32 لاعبًا على خادم واحد. تم الإعلان عنها في عام 2021 ، وتم إطلاقها من خلال الوصول المبكر لنظامي Windows و Xbox One و Xbox Series X / S في يناير 2024.

## روابط خارجية
- الموقع الرسمي